# Fanta (futebolista)
Rosilane Camargo Motta ou apenas Fanta (Rio de Janeiro, 14 de setembro de 1966) é uma ex-futebolista profissional brasileira que atuava como defensora.
Seu apelido veio de um técnico que reclamava constantemente da ausência de Rosiliane das palestras antes dos jogos. De fantasma, o apelido foi reduzindo para Fanta.

## Carreira
Integrou a equipe do Esporte Clube Radar, que disputou, pelo Brasil, o Torneio Internacional de Futebol Feminino na China em 1988, a convite da FIFA.

### Seleção Brasileira
Representou a Seleção Brasileira em três edições da Copa do Mundo (1991, na China; 1995, na Suécia; e 1999, nos Estados Unidos).
Também participou dos Campeonatos Sul Americanos de 1991 e 1995, em que o Brasil foi campeão.
Fanta fez parte do elenco da Seleção Brasileira de Futebol Feminino, nos Jogos Olímpicos de Atlanta de 1996, na primeira olimpíada do futebol feminino.